# Sd.Kfz. 4
Il Sonderkraftfahrzeug 4 Gleisketten-Lastkraftwagen o Sd.Kfz. 4 era un veicolo blindato da combattimento della fanteria semicingolato impiegato durante la seconda guerra mondiale dalla Germania nazista, facente parte della famiglia dei Maultier. Il nome di fabbrica assegnatogli dalla Mercedes-Benz era L4500R.

## Storia
Il Sd.Kfz. 4 fu sviluppato dopo l'invasione dell'URSS del 1941 per operare su ghiaccio e fango, nei quali rimanevano impantanati gli autocarri commerciali fino ad allora usati dai reparti della sussistenza tedeschi. Esso impiegava il telaio dell'autocarro 4 × 2 Mercedes-Benz L4500S, con l'asse posteriore sostituito da sospensioni tipo Horstmann per cingoli. Un'altra azienda produttrice di autocarri da 4,5 tonnellate, la Büssing, pianificò una simile conversione del suo Büssing-NAG L4500S, che però non ebbe seguito. Nel 1944 furono prodotti in totale 22.500 Maultier, dei quali 1.480 nella versione Sd.Kfz. 4.
La maggioranza dei semicingolati della famiglia Maultier montava una meccanica di tipo inglese Carden-Loyd, mentre il L4500R usava il treno di rotolamento del Pz.Kpfw. II. Il motore 6-cilindri accoppiato ad una trasmissione con 5 marce avanti ed una indietro. Tutti i mezzi erano equipaggiati con una radio FuG Spr G f. L'armamento della versione base era costituito da una mitragliatrice calibro 7,92 mm MG 34 o MG 42, con angolo di tiro di 270° ed elevazione -12°/+80°.

## Sd.Kfz. 4/1
Alla Opel nel 1943 venne ordinata una versione del Sd.Kfz. 4 armata con il lanciarazzi 15 cm Panzerwerfer 42. Questo veicolo, designato Sd.Kfz. 4/1, fu prodotto in circa 300 esemplari; a causa del peso aggiuntivo dovuto al lanciarazzi, la velocità massima scendeva a soli 40 km/h.